# Fikret Abdić
Fikret Abdić (Donja Vidovska bij Velika Kladuša, 29 september 1939) is een Bosnisch zakenman, politicus, militair en oorlogsmisdadiger. Hij behoort tot de Bosniakken.
Tijdens de Bosnische Oorlog werd hij bekend als de moslim die zich afzette van Alija Izetbegović, en die met hulp van de Serviërs in West-Bosnië een autonome republiek van de grond probeerde te krijgen. 

## Biografie
In de jaren tachtig werd Abdić directeur van het overheidsbedrijf Agrokomerc, dat voornamelijk actief was in de voedselindustrie en in de farmaceutische industrie, in Velika Kladuša in West-Bosnië. Bij zijn aantreden was Agrokomerc een van de meest noodlijdende bedrijven van Joegoslavië , maar onder zijn leiding werd het al snel een succesvolle onderneming. Een groot deel van de plaatselijke bevolking vond werk bij Agrokomerc. Abdić werd gezien als de redder van de plaatselijke economie. In die tijd kreeg hij zijn bijnaam Babo (Pappa).
In 1987 werd Abdić ontslagen en gearresteerd onder verdenking van fraude. De Joegoslavische autoriteiten verdachten hem ervan dat hij Agrokomerc in korte tijd niet door hard werken maar door het uitgeven van illegale wissels zo succesvol had gemaakt. De staatsmedia spraken van de grootste fraudezaak in de geschiedenis van Joegoslavië. Abdić verbleef bijna twee jaar in gevangenschap voordat hij werd vrijgesproken. De hele affaire had zijn populariteit in de regio Velika Kladuša en in andere delen van Bosnië alleen maar doen toenemen.
Na zijn vrijlating deed Abdić zijn intrede in de politiek, terwijl hij ook zijn zakelijke activiteiten weer opnam. Hij was de meest populaire politieke figuur in de Bosnië, en zijn aanhang bevond zich in verschillende etnische groepen. Iedereen verwachtte daarom dat hij zich zou aansluiten bij een van de twee multi-etnische partijen die in die periode bestonden, namelijk bij de groep van Ante Marković (de andere multi-etnische partij was die van de communisten, en aansluiting daarbij lag in het licht van de recente gebeurtenissen minder voor de hand).
Maar Abdić koos ervoor om vlak voor de verkiezingen samen met Izetbegović de Partij voor Democratische Actie (Stranka Demokratske Akcije, SDA) op te richten. Het was toen eind 1989.
De SDA behaalde in de verkiezingen van begin 1990 een grote overwinning. De meeste voorkeurstemmen gingen naar Abdić. Iets minder stemmen waren voor Izetbegović. De federale republiek Bosnië werd in die periode geregeerd door een presidentschap van vijf leden, en op basis van zijn voorkeurstemmen had Abdić daarvan de leiding mogen nemen. Maar om redenen die nooit duidelijk zijn geworden zag hij daarvan af, en gaf hij in de plaats daarvan het presidentschap aan Izetbegović.
Toen in 1992 de oorlog in Bosnië uitbrak, was Abdić weer teruggekeerd naar Velika Kladuša om zijn zakelijke belangen te behartigen. Hij was van mening dat het niet zinvol was om te vechten tegen het machtige Joegoslavische Volksleger (Bosnië bezat op dat moment immers geen leger van betekenis), en maakte die mening ook kenbaar. In de regio Velika Kladuša was de wil van Abdić wet, en het was de wil van Abdić dat hulpkonvooien onbelemmerd het gebied door konden rijden. Dit werd door Bosnische moslims elders in het land gezien als verraad en als samenwerking met de Bosnische Serviërs. Ook de Bosnische Kroaten gingen twijfelen aan de politieke kleur van Abdić, omdat Servië juist gewelddadig had huisgehouden in de Krajina en daarom ook de Kroaten snel geneigd waren om hem van collaboratie te beschuldigen.
Bij de eerste vredesonderhandelingen waar landen in West-Europa bij betrokken waren, was de hoop gevestigd op een neutraliserende invloed die Abdić zou kunnen hebben. Onderhandelaars uit Frankrijk en Engeland vroegen hem om in het belang van de vrede de macht in de SDA over te nemen van Izetbegović, die toen nog als een weinig meegaande onderhandelingspartner werd gezien. Het gevolg was dat Abdić uit de SDA werd gestoten, omdat hij intern als een gevaar werd gezien.
Abdić had echter moed geput uit de Westerse steun die hij ontving. Hij richtte daarom op 27 september 1993 de Autonome Republiek van West Bosnië op. Binnen een maand had hij een vredesverdrag getekend met de Bosnische Serviërs, en was hij met de Kroatische president Franjo Tuđman overeengekomen dat hij de Kroaten niet aan zou vallen. De naoorlogse Kroatische president Stipe Mesić bekende later voor het Joegoslavië-tribunaal dat deze snelle overeenkomsten aan Servische en Kroatische zijde met een dubbele agenda waren getekend: het was de bedoeling dat Bosnië zou worden verdeeld en dat Oost-Bosnië naar Servië zou gaan terwijl de Bosanska Krajina, onder andere het gebied van Abdić, Kroatisch zou worden. 
De Vijfde Brigade van Abdić, toen gelegerd in de stad Bihać, kwam echter zwaar onder vuur te liggen van moslim-zijde. Abdić was voor de moslims in Bosnië immers een verrader die uitgeschakeld moest worden. De gevechten bij Bihać en Velika Kladuša waren zwaar, en in augustus 1994 viel de Autonome Republiek van West-Bosnië. Abdić vluchtte met een leger van 5000 soldaten en ongeveer 80000 aanhangers. De achterblijvers werden ontwapend en brachten de winter door in de gebouwen van Agrokomerc.
Kort daarna, in oktober 1994, veroverden de Bosnische Serviërs een groot deel van het gebied. Abdić richtte gedurende de winter een regering in ballingschap op, en keerde in het voorjaar van 1995 terug naar de regio Velika Kladuša. Hij wist de regio te heroveren, totdat hij in augustus 1995 voorgoed verslagen werd door een gecombineerd moslim-Kroatisch offensief.
De aanhangers van Abdić hadden zowel de moslims als de Kroaten als de Serviërs in de regio tot vijand gemaakt. Abdić zelf vluchtte naar Kroatië en verkreeg daar het staatsburgerschap. Na de oorlog heeft Izetbegović gepleit voor amnestie voor Abdić, maar hij vond daarvoor geen gehoor.
Kort na de dood van Franjo Tuđman werd Abdić in Kroatië gearresteerd en beschuldigd van oorlogsmisdaden in Bosnië. In juli 2002 werd hij schuldig bevonden en veroordeeld tot twintig jaar gevangenschap. Zijn naam werd toen nog snel verwijderd van de lijst van kandidaten voor de verkiezingen van 5 oktober 2002. In 2005 verminderde het Kroatische Opperste Gerechtshof deze straf naar vijftien jaar. Op 27 april 2012, nadat hij tien jaar van zijn straf had uitgezeten, kwam Abdić vrij.